# Cornelius Eberhardt
Cornelius Eberhardt (* 3. Januar 1932 in Oberaudorf; † 12. April 2011) war Professor, Generalmusikdirektor (GMD) sowie ehemaliger Präsident der Hochschule für Musik und Theater München und Dirigent mehrerer nationaler und internationaler Orchester.

## Werdegang
Eberhardt studierte an den Universitäten München und Hamburg, der Münchener Musikhochschule und der Accademia Musicale Chigiana in Siena. In München wurde er im Wintersemester 1951/52 Mitglied der Burschenschaft Rhenania. Von 1956 bis 1960 war er Kapellmeister und Chordirektor an den Städtischen Bühnen Ulm, bevor er von 1960 bis 1969 erster Kapellmeister am Staatstheater am Gärtnerplatz in München wurde. Während dieser Zeit lehrte er als Dozent an der Münchener Musikhochschule (1960–1969), war Leiter der Symphonie-Konzerte der Münchner Philharmoniker für das Jugendkulturwerk (1960–1969) und Dirigent des Orchestervereins „Wilde Gung'l“ (1965–1969). Als Generalmusikdirektor in Regensburg von 1969 bis 1977, Gründer der Regensburger Musikschule und seiner Tätigkeit als Honorarprofessor im Jahr 1972 initiierte er 1973 das erste „Bayerische Tonkünstlerfest“ nach dem Zweiten Weltkrieg.
Für 25 Jahre (1975–2000) war er als Music Director des „Corpus Christi Symphony Orchestra“ (Texas, USA) tätig. International war er neben der Anstellung als Music Director des „American Institute of Musical Studies“ in Dallas (USA) und Leiter des „AIMS (American Institute of Musical Studies) Festival Orchester“ in Graz (Österreich) (1978–2006) auch Professor an der University of Texas at Austin (1979–1980 und 1984–1987) sowie Gastdirigent des Tonkünstlerorchesters Wien (Österreich), der „Rumänischen Staatsphilharmonie“ in Cluj-Napoca, des „New Jersey Symphony Orchestra“ (USA), des Staatsorchester São Paulo (Brasilien), des Staatsorchesters Lissabon (Portugal) sowie der Festspiele „Rumänisches Brahms Festival“ in Cluj, dem „AIMS Festival“ in Graz, der „Gustav Mahler-Woche“ in Toblach (Südtirol) und des Festivals in Évian-les-Bains (Frankreich).
In der Zeit seiner Tätigkeit als Professor an der Münchener Musikhochschule (1977–1996) und Leiter ihrer Opernschule (1977–1996) war Eberhardt auch Präsident dieser Hochschule sowie Erster Vorsitzender und ständiger Gastdirigent der Münchner Symphoniker (1996–2002).
Nationale Engagements als Gastdirigent hatte er außerdem beim Berliner Symphonischen Orchester, dem Gürzenich-Orchester in Köln, der Nordwestdeutschen Philharmonie, dem Niedersächsischen Staatsorchester Oldenburg sowie der „Münchener Biennale für Neues Musiktheater“.

## Auszeichnungen
- 1969: Bayerischer Staatspreis für junge Künstler
- 1969: Titel des Generalmusikdirektors der Stadt Regensburg[8]
- 1995: Bundesverdienstkreuz (16. November 1995)[9]
- 2006: Goldenes Ehrenzeichen des Landes Steiermark
- 2006: Goldenes Ehrenzeichen der Stadt Graz[5]

## Veröffentlichungen
- Der Dirigent, Handbuch der Musikberufe, Kunst und Volksmusik in Südosteuropa, in: Schriftenreihe der Hochschule München
- Volks- und Kunstmusik in Südosteuropa, in: Schriftenreihe der Hochschule für Musik in München, Band 9, Verlag Bosse, Regensburg 1989, ISBN 3-7649-2381-4
- Diverse Artikel zu musikalischen Fragen